# El Bujeo (Cádiz)
El Bujeo es una pedanía del municipio español de Tarifa. Está situada en el parque natural del Estrecho, a 11 kilómetros de la ciudad y junto a la localidad vecina de El Cuartón.
Se accede a El Bujeo por la carretera N-340, que une Tarifa con Algeciras. En esta localidad se sitúa la entrada al Área recreativa El Bujeo, y una escuela de escalada con el mismo nombre.